# José Gutiérrez de Cuerva Abaunza
José Manuel Gutiérrez de Cuerva y Abaunza (Sevilla, ¿?-Sanlúcar de Barrameda, 16 de abril de 1763) fue un escritor e historiador español. Nacido en Sevilla en fecha desconocida, fue administrador de las Rentas de Cargado y Regalía de la ciudad de Jerez de la Frontera y se casó con Isabel Pérez de Cea. Murió en Sanlúcar de Barrameda, donde residía al menos desde 1746. En cuanto a su producción literaria e historiográfica se compone de los siguientes impresos y manuscritos:
- Coloquio en loor de San José (1739);
- Sobre la inauguración de la capilla de la hermandad de la Virgen de Todos los Santos, en la parroquial de Omnium Sanctorum de Sevilla (1742);
- Sobre la procesión procesión de la Hermandad de la Cruz de la Tinaja, en la misma parroquial de Sevilla (1742);
- Descripción de las exequias celebradas por la muerte de Felipe V en la Iglesia Mayor de Sanlúcar (1746);
- Descripción de las exequias celebradas por la muerte de Felipe V en el Convento de Santo Domingo de Sanlúcar (1746);
- Historia completa de Sanlúcar de Barrameda (1755-63), materiales de trabajo, borradores y papeles varios sobre la Historia de Sasnlúcar de Barrameda. Se trata de dos manuscritos conservados en la Biblioteca del Palacio Real de Madrid.[2]